# Timothé Bozon
Pour les articles homonymes, voir Bozon.
Timothé Bozon, dit Tim, (né le 24 mars 1994 à Saint-Louis, dans l'État du Missouri, aux États-Unis) est un joueur professionnel français de hockey sur glace, possédant également la nationalité américaine qui évolue au poste d'ailier gauche.

## Biographie
Timothé Bozon naît le 24 mars 1994 à Saint-Louis ; il est le fils de Philippe Bozon, considéré comme le premier joueur français à avoir évolué dans la Ligue nationale de hockey, et d'Hélène Barbier, skieuse alpine qui a participé à plusieurs épreuves de la Coupe du monde de ski alpin. Il est également le petit fils de Alain Bozon, joueur de hockey sur glace.
Le 1er mars 2014, Tim Bozon est hospitalisé à Saskatoon en raison d'une méningite et se trouve dans un état critique. Le 6 mars, il est placé dans un coma artificiel. Le 19 mars, l'hôpital annonce qu'il a quitté les soins intensifs et qu'il est réveillé.

### Carrière en club
Tim Bozon effectue ses classes dans différents club suisses (Genève-Servette HC, EHC Kloten, HC Lugano), obtenant ainsi une licence de jeu suisse. En juin 2011, il est choisi en 27e position par les Blazers de Kamloops lors du repêchage d'importation de la Ligue canadienne de hockey.
Après avoir réalisé une bonne saison en Ligue de hockey de l'Ouest avec les Blazers de Kamloops en tant que recrue, il est choisi lors du repêchage 2012 en 64e position par les Canadiens de Montréal de la Ligue nationale de hockey. Le 30 mai 2013, il signe un contrat de trois ans avec les Canadiens. Le 8 octobre 2016, il est échangé aux Panthers de la Floride contre Jonathan Racine.
Il fait son retour en Suisse lors de la saison 2017-2018 en signant un contrat d'un an avec l'EHC Kloten. Il prolonge son contrat d'une année supplémentaire en février 2018, mais la relégation du club en Swiss League rend cette prolongation caduque. Durant l'été 2018, il s'engage pour une saison avec le Genève-Servette HC, club dans lequel son père avait évolué entre 2001 et 2006.

### Carrière internationale
Il représente la France au niveau international. Il prend part aux sélections jeunes. Le 3 mai 2013, il honore sa première sélection senior lors d'un match contre la Slovaquie et obtient une assistance.

## Statistiques

### En club
| Saison    | Équipe                      | Ligue |    | Saison régulière | Saison régulière | Saison régulière | Saison régulière | Saison régulière |   | Séries éliminatoires | Séries éliminatoires | Séries éliminatoires | Séries éliminatoires | Séries éliminatoires |
| Saison    | Équipe                      | Ligue | PJ | B                | A                | Pts              | Pun              | PJ               | B | A                    | Pts                  | Pun                  |                      |                      |
| 2011-2012 | Blazers de Kamloops         | LHOu  | 71 | 36               | 35               | 71               | 40               | 11               | 5 | 0                    | 5                    | 11                   |                      |                      |
| 2012-2013 | Blazers de Kamloops         | LHOu  | 69 | 36               | 55               | 91               | 58               | 8                | 4 | 2                    | 6                    | 10                   |                      |                      |
| 2013-2014 | Blazers de Kamloops         | LHOu  | 13 | 3                | 4                | 7                | 13               | -                | - | -                    | -                    | -                    |                      |                      |
| 2013-2014 | Ice de Kootenay             | LHOu  | 50 | 30               | 32               | 62               | 34               | -                | - | -                    | -                    | -                    |                      |                      |
| 2014-2015 | Ice de Kootenay             | LHOu  | 57 | 35               | 28               | 63               | 19               | 7                | 3 | 6                    | 9                    | 6                    |                      |                      |
| 2014-2015 | Bulldogs de Hamilton        | LAH   | 1  | 0                | 0                | 0                | 0                | -                | - | -                    | -                    | -                    |                      |                      |
| 2015-2016 | IceCaps de Saint-Jean       | LAH   | 41 | 5                | 3                | 8                | 14               | -                | - | -                    | -                    | -                    |                      |                      |
| 2015-2016 | Beast de Brampton           | ECHL  | 15 | 3                | 6                | 9                | 2                | -                | - | -                    | -                    | -                    |                      |                      |
| 2016-2017 | Thunderbirds de Springfield | LAH   | 43 | 8                | 7                | 15               | 24               | -                | - | -                    | -                    | -                    |                      |                      |
| 2016-2017 | Monarchs de Manchester      | ECHL  | 14 | 3                | 3                | 6                | 0                | -                | - | -                    | -                    | -                    |                      |                      |
| 2017-2018 | EHC Kloten                  | LNA   | 44 | 7                | 5                | 12               | 41               | 17               | 1 | 5                    | 6                    | 43                   |                      |                      |
| 2018-2019 | Genève-Servette HC          | LNA   | 42 | 4                | 10               | 14               | 10               | 6                | 1 | 1                    | 2                    | 2                    |                      |                      |
| 2019-2020 | Genève-Servette HC          | LNA   | 42 | 7                | 7                | 14               | 31               | -                | - | -                    | -                    | -                    |                      |                      |
| 2020-2021 | Lausanne HC                 | LNA   | 47 | 10               | 5                | 15               | 24               | 3                | 0 | 0                    | 0                    | 27                   |                      |                      |
| 2021-2022 | Lausanne HC                 | LNA   | 50 | 6                | 11               | 17               | 14               | 7                | 1 | 2                    | 3                    | 4                    |                      |                      |

### En équipe de France
| Année | Compétition                  |   | PJ | B | A | Pts | Pun | +/-                                 |  | Résultat |
| 2010  | Championnat du monde -18 ans | 5 | 0  | 1 | 1 | 0   | 0   | 4e place de la division 1, groupe A |  |          |
| 2011  | Championnat du monde -18 ans | 5 | 3  | 3 | 6 | 2   | 2   | 3e place de la division 1, groupe B |  |          |
| 2013  | Championnat du monde         | 5 | 0  | 1 | 1 | 0   | -4  | 13e place                           |  |          |
| 2016  | Championnat du monde         | 6 | 0  | 0 | 0 | 2   | -3  | 14e place                           |  |          |
| 2019  | Championnat du monde         | 7 | 0  | 4 | 4 | 2   | -2  | 15e place                           |  |          |